# Bahnhof Stuttgart Universität
Der unterirdische Bahnhof Stuttgart Universität, bahnbetrieblich ein Haltepunkt, wurde am 29. September 1985 eröffnet. Er dient der Erschließung der Universität Stuttgart und weiterer wissenschaftlicher Einrichtungen am Forschungscampus Stuttgart-Vaihingen in Stuttgart-Vaihingen. Er liegt an der Stuttgarter Verbindungsbahn, der Stammstrecke der S-Bahn Stuttgart. Nachbarstationen sind der Bahnhof Stuttgart Schwabstraße und seit 1993 der Bahnhof Stuttgart-Österfeld (zuvor der auch weiterhin betriebene Bahnhof Stuttgart-Vaihingen). Bedient wird Stuttgart Universität seit Eröffnung von den Linien S1, S2 und S3, sowie seit 2016 zusätzlich bei Heimspielen des VfB Stuttgart der Stadionverstärker S 11. Der Bahnhof verfügt über ein kleines DB-Reisezentrum.

## Lage, Verlauf und Aufbau
Der 18 m breite und 7,5 m (ab Schienenoberkante) hohe Bahnsteigbereich der Station liegt – in Stadtauswärtsrichtung – in einem Linksbogen 21,5 m unter dem Gelände. Der Gleismittenabstand beträgt 4,70 m. Von den Bahnsteigen bis zur Erdoberfläche müssen daher nacheinander drei Treppen bzw. Fahrtreppen benutzt werden. Alternativ können Fahrstühle verwendet werden. Über dem Bahnhof liegt ein Hörsaal-Gebäude der Universität, welches erst nach der Eröffnung des Bahnhofs erbaut wurde. Außerdem verläuft die Universitätsstraße über den Bahnhof. Sie stellt eine Verbindung zur Bundesstraße 14 und dem Stadtteil Büsnau her. Die Bushaltestelle an der Universitätsstraße wird von einigen Stuttgarter und einigen regionalen Buslinien bedient.
Im Gegensatz zu den anderen Tunnelbahnhöfen der S-Bahn Stuttgart weist die Station Universität Außenbahnsteige auf. Das Design der Stationswände – sie sind braun lackiert – nimmt auf die Universität Bezug. So gibt es zu jeder der (damals 13) Fakultäten ein besonderes Motiv.
Das Längsgefälle im Stationsbereich beträgt größtenteils 2,5 Promille in Richtung Österfeld. Am südlichen Ende der Station liegt ein Neigungswechsel von 2,5 in 38 Promille Gefälle. Durch die notwendige Ausrundung steigt das Gefälle im südlichen Abschnitt des Bahnsteiges an.

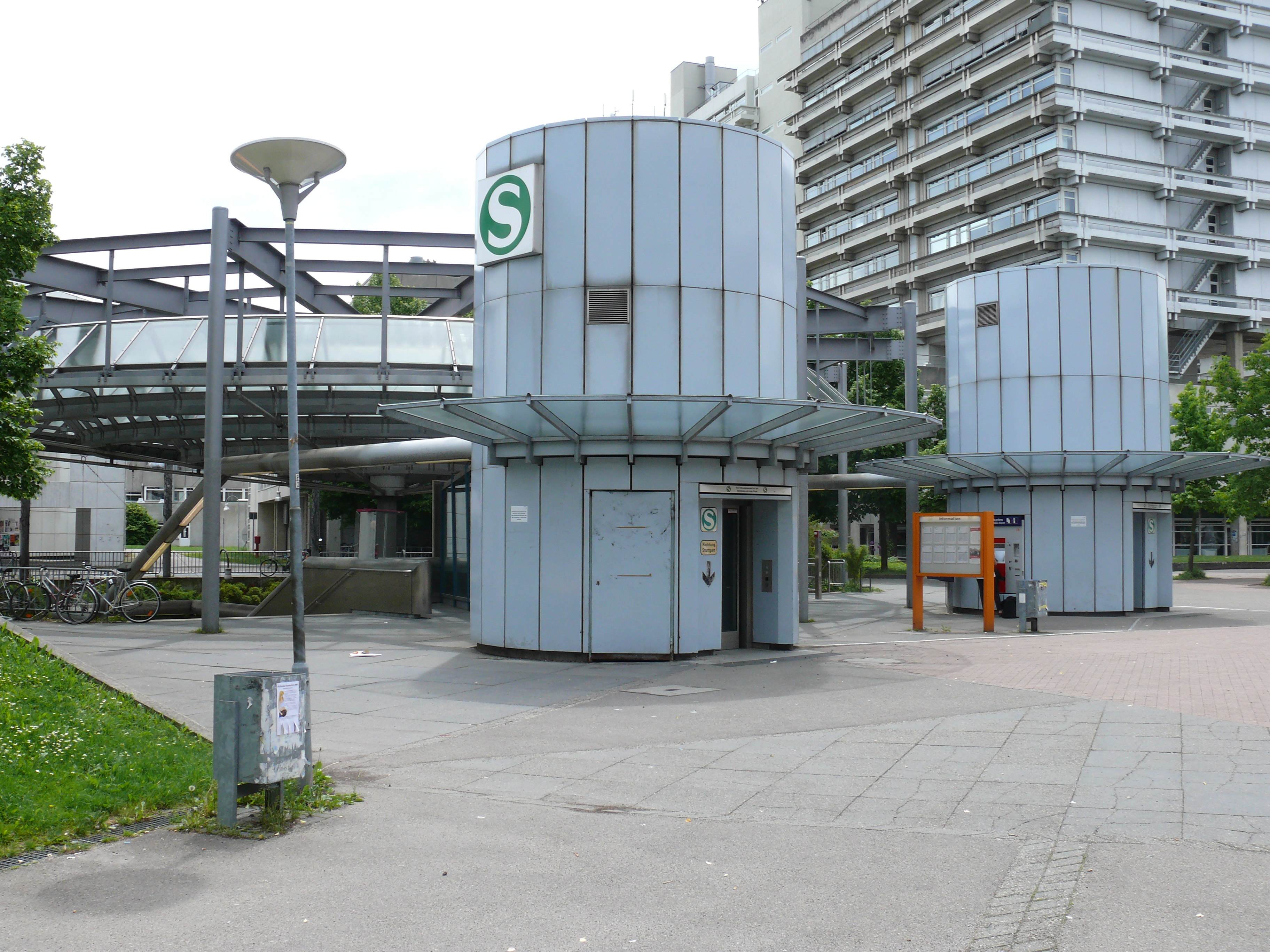
Zugang an der Oberfläche
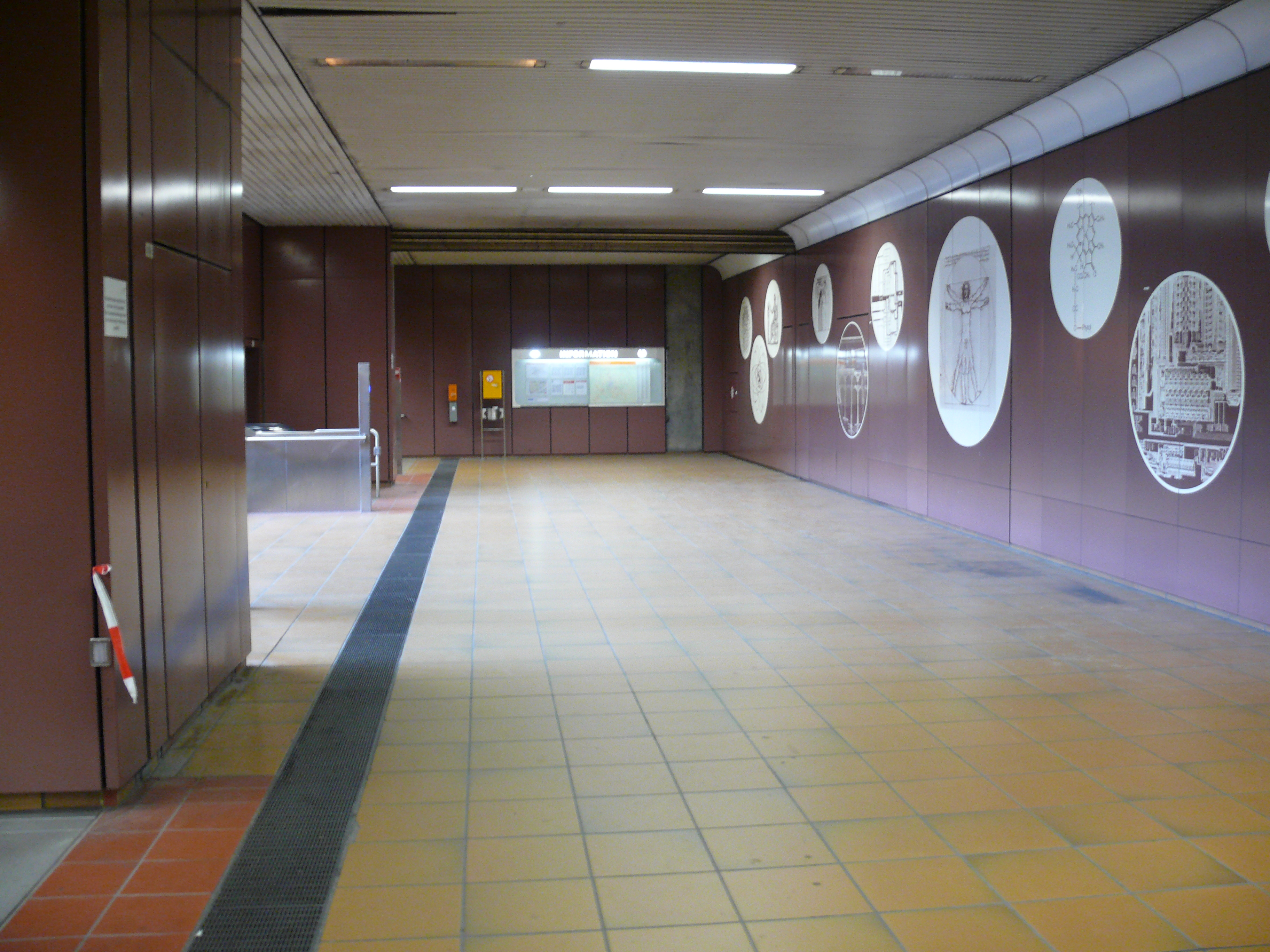
Verteilergeschoss
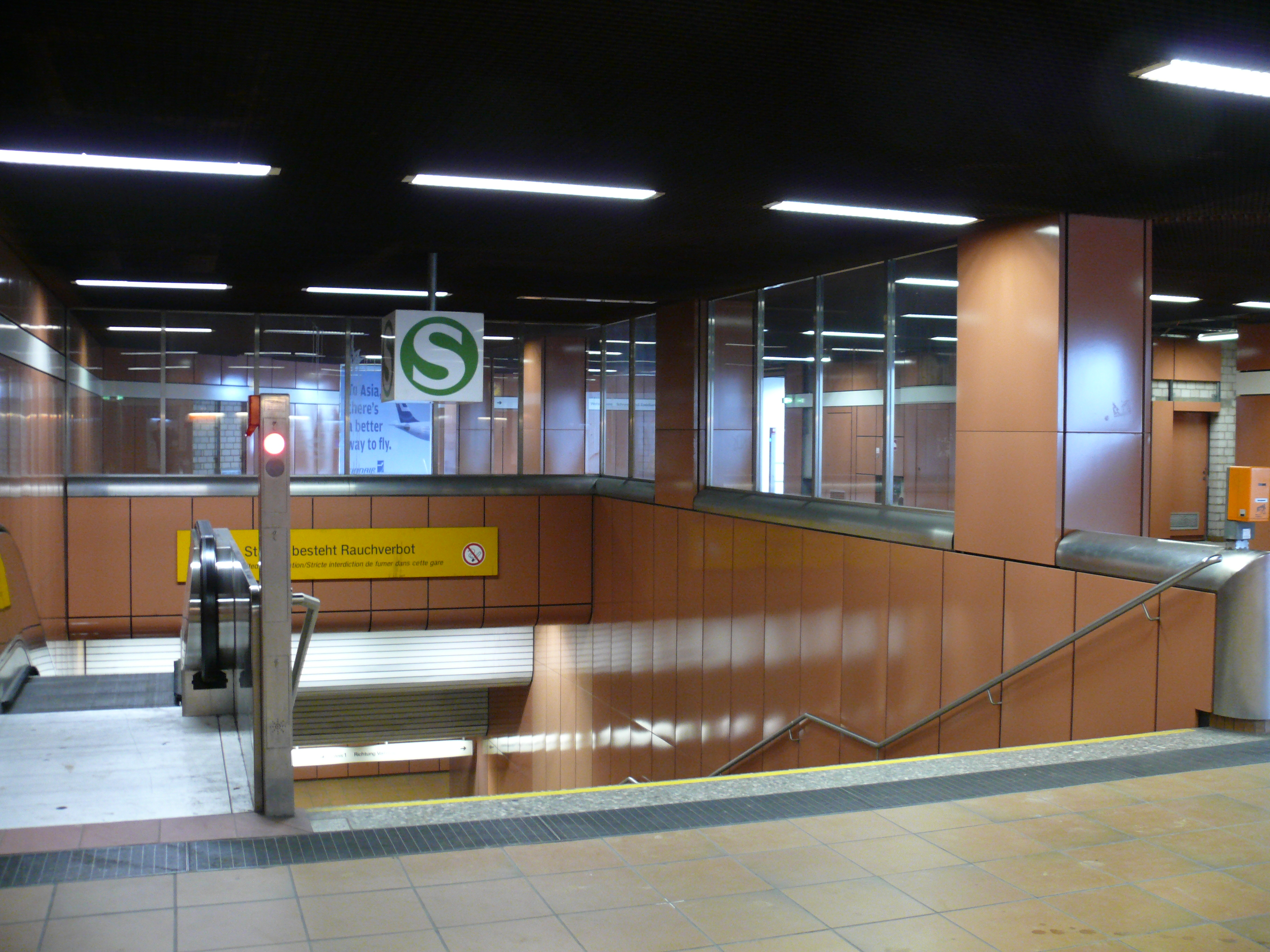
Weiteres Verteilergeschoss
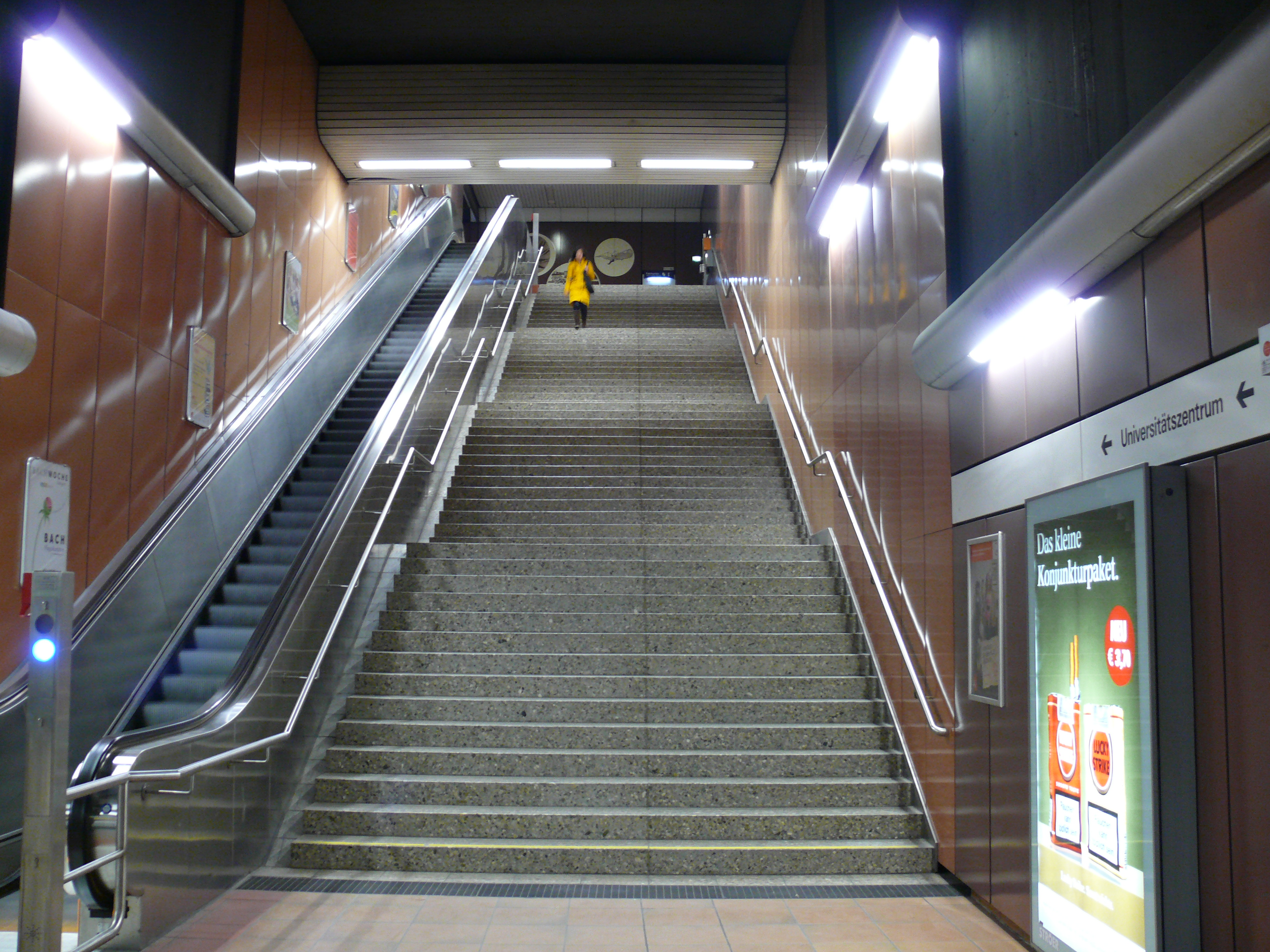
Aufgang von der Bahnsteigebene zum Verteilergeschoss
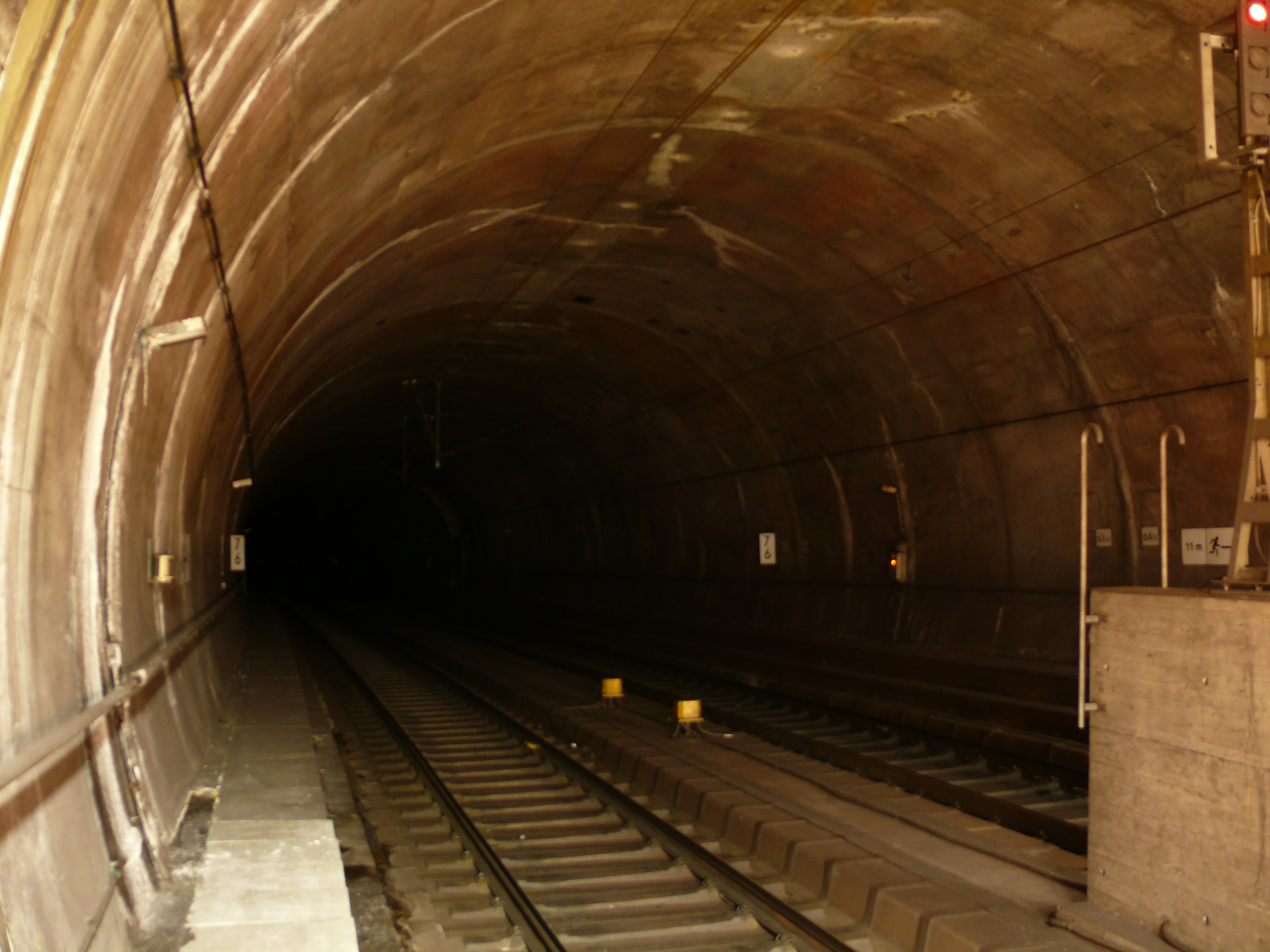
Blick in den S-Bahntunnel Richtung Stadtmitte

## Geschichte
Die Station entstand in einer 230 m langen und 25 m tiefen Baugrube. Die beiden jeweils 210 m langen und 5 m breiten Außenbahnsteige liegen 21,5 m unter Geländeniveau, in einem Bogen von 750 m Radius.
Die Arbeiten wurden am 22. Juli 1980 vergeben. Der Baubeginn erfolgte im August 1980, der Abschluss der Rohbauarbeiten im Dezember 1984.
Die Rohbaukosten betrugen 50 Millionen DM.

### Ausblick
Im Dezember 2020 wurde die Bauausführung für das Projekt „Licht + Farbe Stuttgart, Revitalisierung“ u. a. für die Universität ausgeschrieben. In den Sommerferien 2021 sollen u. a. Bodenbelags- und Malerarbeiten erfolgen. Die Station soll während der Sommerferien 2022 weitgehend barrierefrei ausgebaut werden und dazu ein taktiles Wegeleitsystem sowie Brailleschriftfelder erhalten.
Seit Dezember 2020 fahren täglich rund 214 Züge pro Richtung über die Station. Mitte 2025 soll das Angebot auf rund 272 Züge pro Richtung erhöht werden.
Der S-Bahn-Kernbereich, zwischen Mittnachtstraße und Österfeld, soll im Rahmen der ETCS-Ausrüstung der Stammstrecke betrieblich Teil eines rund 11 km langen Bahnhofs „Stuttgart Hbf (S-Bahn)“ werden, um die Auswirkung von (ETCS-)Störungen zu begrenzen.

## Verkehr
| Linie | Linienverlauf |
| ----- | --- |
| S 1   | Kirchheim (Teck) – Ötlingen – Wendlingen (N) – Wernau (N) – Plochingen – Altbach – Zell – Oberesslingen – Esslingen (N) – Mettingen – Obertürkheim – Untertürkheim – Neckarpark – Bad Cannstatt – Hauptbahnhof – Stadtmitte – Feuersee – Schwabstraße – Universität – Österfeld – Vaihingen – Rohr – Goldberg – Böblingen – Hulb – Ehningen – Gärtringen – Nufringen – Herrenberg |
| S 11  | Neckarpark – Bad Cannstatt – Hauptbahnhof (tief) – Stadtmitte – Feuersee – Schwabstraße – Universität – Österfeld – Vaihingen – Rohr – Goldberg – Böblingen – Hulb – Ehningen – Gärtringen – Nufringen – Herrenberg |
| S 2   | Schorndorf – Weiler – Winterbach – Geradstetten – Grunbach – Beutelsbach – Endersbach – Stetten-Beinstein – Rommelshausen – Waiblingen – Fellbach – Sommerrain – Nürnberger Straße – Bad Cannstatt – Hauptbahnhof – Stadtmitte – Feuersee – Schwabstraße – Universität – Österfeld – Vaihingen – Rohr – Oberaichen – Leinfelden – Echterdingen – Flughafen/Messe – Filderstadt    |
| S 3   | Backnang – Maubach – Nellmersbach – Winnenden – Schwaikheim – Neustadt-Hohenacker – Waiblingen – Fellbach – Sommerrain – Nürnberger Straße – Bad Cannstatt – Hauptbahnhof – Stadtmitte – Feuersee – Schwabstraße – Universität – Österfeld – Vaihingen (– Rohr – Oberaichen – Leinfelden – Echterdingen – Flughafen/Messe)                                                        |

## Trivia
Der Modelleisenbahnclub Stuttgart betreibt im Zwischengeschoss der Station eine Modellbahnanlage, die einen Kilometer Gleislänge und 80 Fahrzeuge umfasst.